# Iphis (Hirte)

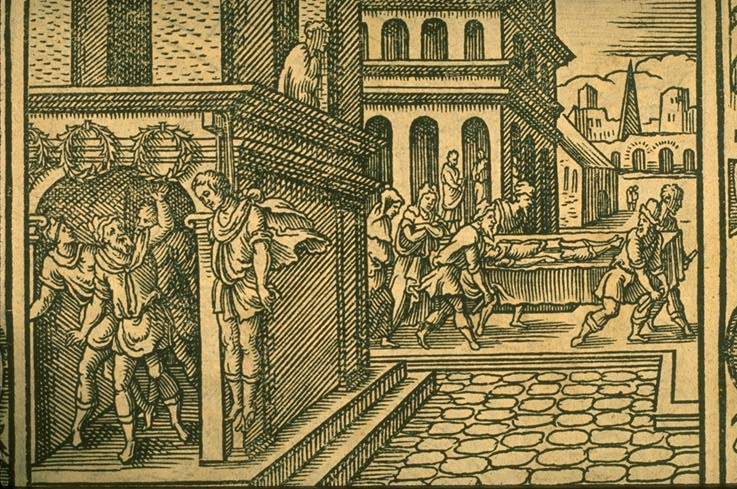
Iphis und Anaxarete illustriert von Virgil Solis

Iphis (altgriechisch Ἰφίς Iphís) ist in der griechischen Mythologie ein aus Salamis auf Zypern stammender Hirte von niedriger Abkunft, der sich unglücklich in Anaxarete aus der Familie des Teukros verliebte.
Nachdem sein Werben höhnisch abgewiesen wurde, flehte er Anaxarete vergeblich an und erhängte sich schließlich vor ihrer Tür. Anaxarete blieb ungerührt und wurde, als sie hartherzig das Begräbnis ansehen wollte, zur Strafe von der rächenden Göttin Aphrodite in einen Stein verwandelt. Diese äußere Verwandlung spiegelt das innere Wesen beziehungsweise den „steinharten“ Charakter der Anaxarete wider.

## Abbildungen
- Bernard Picart: Der erhängte Iphis, Kupferstich, 1731